# Конституция Джорджии (1777)

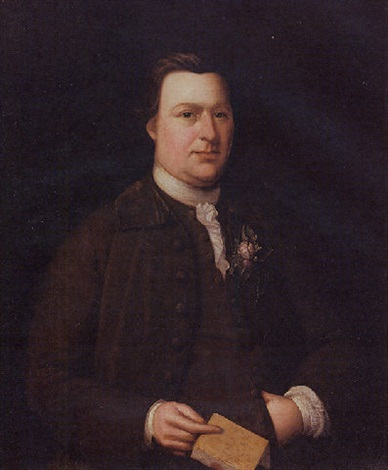
Баттон Гвиннетт, один из основных авторов первой конституции Джорджии.

Конституция штата Джорджия 1777 года стала первой конституцией Джорджии. Она была разработана Конституционным конвентом штата Джорджия и принята Провинциальным конгрессом 5 февраля 1777 года. Она заменила собой ранее разработанный документ «Правила и регуляции» 1776 года. Конституция сформировала в штате законодательную, исполнительную и судебные ветви власти, передав основные полномочия законодательной ветви. Право голоса получили белые мужчины старше 21 года, владеющие собственностью на сумму более 10 фунтов. Губернатор штата избирался сроком на 1 год. Двадцать лет спустя эта конституция была заменена Конституцией 1798 года.

## Предыстория
Летом 1776 года, когда стало известно о принятии Декларации независимости, Арчибальд Буллок, председатель Совета Спасения Джорджии, издал прокламацию, призывающую собрать делегатов на конституционный конвент. Было решено начать выборы делегатов в начале сентября, а конвент собрать в Саванне в первый четверг октября. В большинстве колоний такого рода конвенты собирались в атмосфере ожесточённых споров между радикалами и консерваторами, но Пенсильвания и Джорджия стали исключениями. До лета 1775 года консерваторы доминировали в политике провинции, но затем общественное мнение стремительно склонилось на сторону радикалов. Баллок лично отправил письма в некоторые приходы, в которых подчеркнул необходимость выбрать адекватных представителей. Сейчас уже неизвестен точный состав конвента и количество его участников. В комитет по пересмотру законов вошло семь человек, в их числе Баттон Гвиннет (один из подписавших Декларацию от Джорджии). Гвиннет стал одним из основных авторов Конституции, которая стала отражать его политическую философию. Конвент работал с октября 1776 по 5 февраля 1777 года. Технология ратификации всеобщим голосованием была ещё не разработана, поэтому сам конвент должен был её ратифицировать.

## Конституция

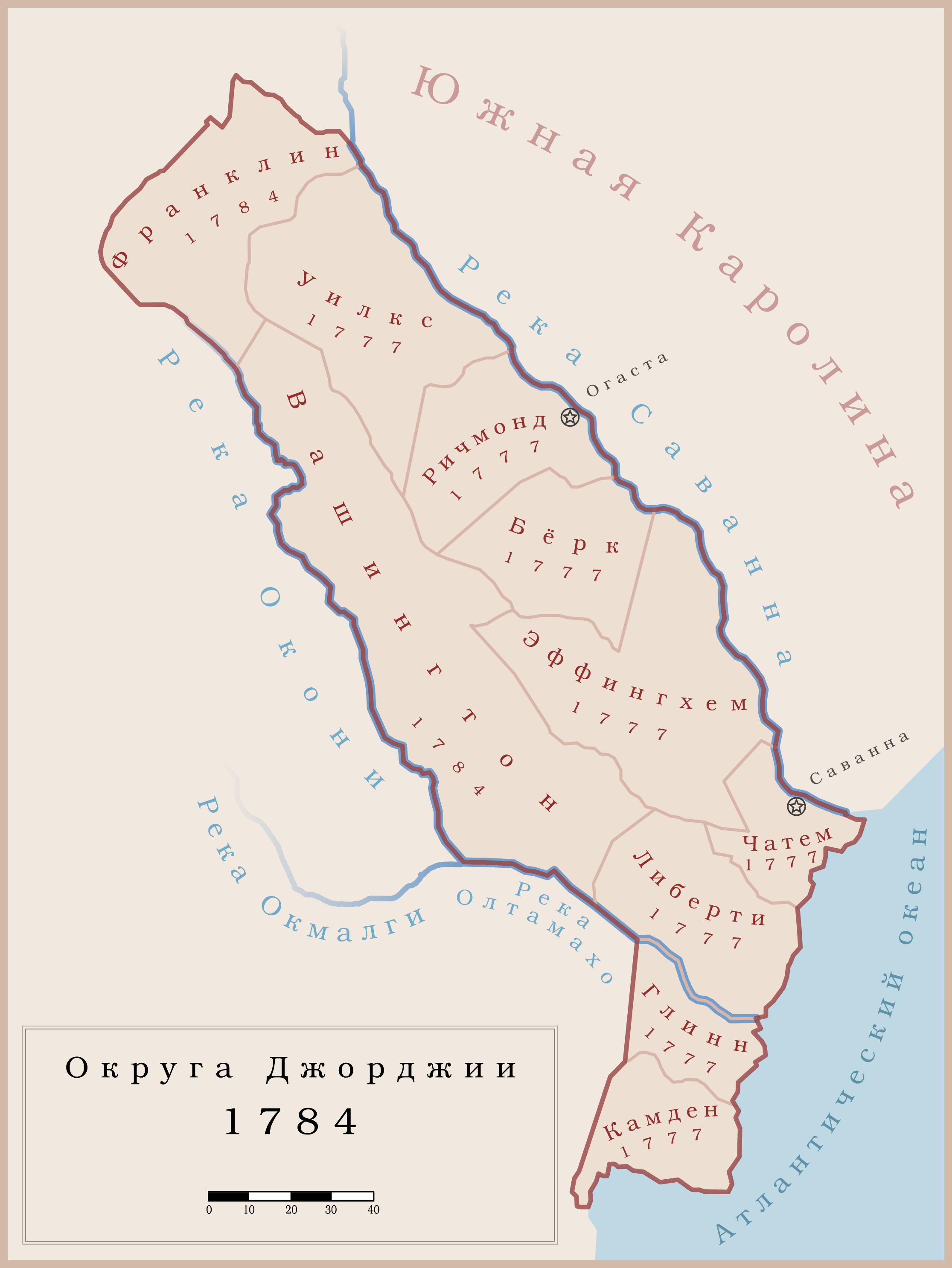
Округа Джорджии, учреждённые по Конституции 1777 года и два округа 1784 года.

Первая конституция Джорджии была составлена радикальными демократами без всякого противодействия со стороны консерваторов. Она провозглашала строгое разделение властей, хотя отдельные её пункты противоречили этому принципу. Законодательная власть осуществлялась однокамерной Ассамблеей, которая выбиралась на основе почти всеобщего голосования. Это был небольшой документ, всего на 16-ти страницах, состоящий из 63-х параграфов. Конституция провозглашала суверенитет народа, который объявлялся источником власти. Политика Великобритании осуждалась, как нарушающая естественные права человека. В те года 8 штатов добавили в конституции «Билль о правах», но Джорджия не сделала этого, хотя завершающие параграфы её конституции были посвящены охране свободы личности: она оговаривала право свободы религии и свободы слова, право Хабеас корпус, и тд. Альберт Сэй писал, что по сути конституция фактически содержала в себе билль о правах. Неизвестно, читали ли авторы конституции ранее принятые конституции других штатов, но как минимум на них повлияла Декларация независимости, постановления Конгресса гербового акта и иные документы. Принцип разделения властей, прописанный в 1-м параграфе конституции, примерно совпадал с аналогичными параграфами конституций Вирджинии, Мэриленда и Северной Каролины.